# Drepanulatrix pulveraria
Drepanulatrix pulveraria är en fjärilsart som beskrevs av George Duryea Hulst 1898. Drepanulatrix pulveraria ingår i släktet Drepanulatrix och familjen mätare. Inga underarter finns listade i Catalogue of Life.